# Exynos
Exynos (voorheen Hummingbird) is een system-on-a-chipfamilie, waarvan de microprocessorcomponenten zijn gebaseerd op de ARM-architectuur. De Exynos-serie werd door het Zuid-Koreaanse Samsung ontwikkeld voor gebruik in smartphones en andere mobiele computers.

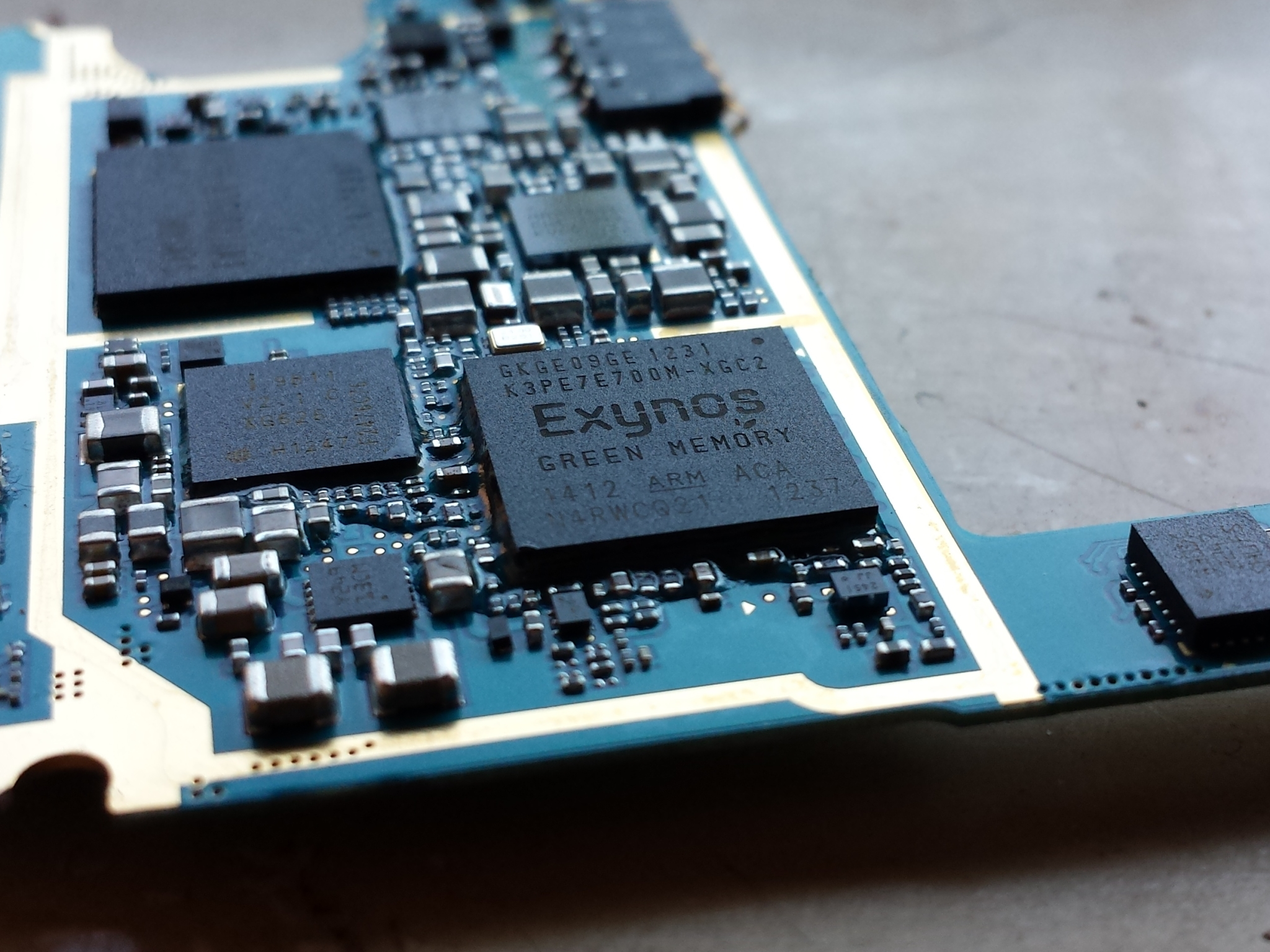
Exynos 4 Quad (4412)

## Beschrijving
De Exynos verscheen voor het eerst in 2010 voor de Samsung Galaxy S, een type smartphone, en combineert alle componenten van een computer in de behuizing van een enkele chip. Zo bevat de SoC een processor, werkgeheugen en invoer/uitvoer.
Opvolgende modellen in de Exynos-serie kregen meer processorkracht en kernen, en een lager energieverbruik.

## Toepassing
Exynos-chips zijn onder meer gebruikt in de volgende toestellen.
- Samsung Galaxy-serie
- Samsung Galaxy A-serie
- Samsung Galaxy Note-serie
- Samsung Galaxy S-serie
- Vivo S-, X- en Y-serie